# Achmed Abdel-Salam

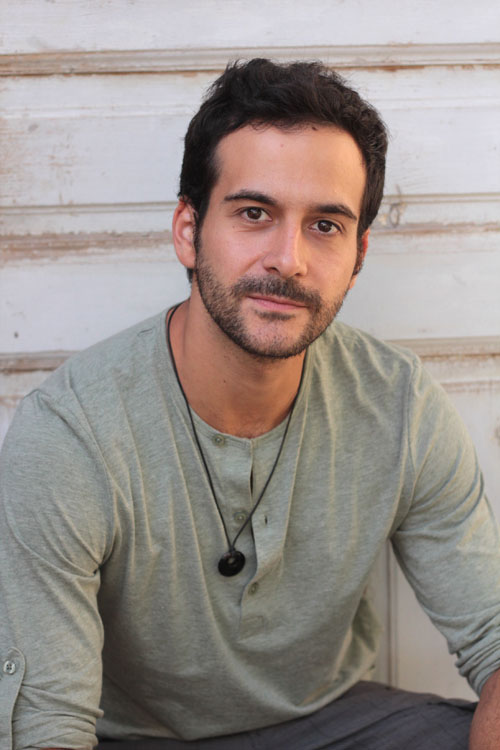

Achmed Abdel-Salam (* 29. April 1983 in Wien) ist ein österreichischer Drehbuchautor, Schauspieler und Regisseur.

## Leben
Achmed Abdel-Salam wuchs in Wien auf, wo seine Eltern einen Elektrohandel und eine Videothek betrieben, sodass er schon sehr früh in Kontakt mit dem Medium Film kam. Bereits während seiner Schulzeit wuchs in ihm der Wunsch, Schauspieler zu werden und eigene Filme zu drehen. 2007 realisierte er sodann seinen ersten Kurzfilm, 2008 einen Low-Budget-Spielfilm, zu dem er auch das Drehbuch schrieb.
2010 wurde Abdel-Salam zum Bachelorstudium im Fach Buch und Dramaturgie an der Filmakademie Wien zugelassen, das er 2014 mit Auszeichnung abschloss. Derzeit betreibt er dort das Masterstudium.
Sein Spielfilm-Treatment Der Rand wurde 2013 im Rahmen der Diagonale mit dem Carl-Mayer-Förderungspreis ausgezeichnet. Im Jahr darauf erhielt er ein einjähriges Drehbuchstipendium der Literar-Mechana.
2015 und 2016 war er als Illustrator für das Kinderbuch Der Online-Zoo der ISPA – Internet Service Providers tätig. Derzeit arbeitet er an mehreren Spielfilm-Drehbüchern und entwickelt als Mitglied eines Writers’ Room eine TV-Serie.
Achmed Abdel-Salam schreibt, spielt, studiert und dreht in Wien, wo er auch mit seiner Familie lebt.

## Filmografie (Auswahl)
- 2013: Freigänger (Kurzfilm; Drehbuch und Regie)
- 2013: Die Auslöschung (Fernsehfilm; Darsteller)
- 2014: 1805 – A Town’s Tale (Kurzfilm; Darsteller)[4]
- 2014: Copstories (S03, 2 Episoden; Darsteller)
- 2016: SOKO Donau (SOKO Wien – S11/E09, Der dritte Mann; Darsteller)
- 2016: Was hat uns bloß so ruiniert? (Kinofilm; Darsteller)
- 2016: Video (Kurzfilm; Drehbuch und Regie)
- 2016: Die Hochzeit (Kurzfilm; Darsteller)
- 2016: Wasser (Kurzfilm; Darsteller)
- 2017: Auslassungen (essayistische Kurzdokumentation; Konzept und Regie)
- 2017: Adam & Esra (Kurzfilm; Drehbuch und Regie)[5]
- 2023: Heimsuchung (Drehbuch und Regie)

## Auszeichnungen
- 2013: Carl Mayer-Förderungspreis für das Kinofilm-Treatment Der Rand
- 2014: Literar-Mechana Drehbuchstipendium
- 2017: Finalist beim Drehbuchwettbewerb „If she can see it, she can be it“ des Drehbuchforum Wien[6]
- 2017: SYLFF Young Leaders Fellowship der Tokyo Foundation